# Convenio centroamericano de libre movilidad

CA-4 facilita la movilidad entre los ciudadanos de El Salvador, Guatemala, Honduras y Nicargua

El Convenio Centroamericano de libre movilidad o CA-4 es un acuerdo firmado en junio de 2006 por cuatro de los países de América Central (El Salvador, Guatemala, Honduras y Nicaragua). El acuerdo establece la libre movilidad entre los ciudadanos de los países firmantes sin restricciones adicionales más que sus documentos de identidad nacional. 
Los extranjeros que entren en uno de los países firmantes también pueden viajar a otros estados firmantes por tierra (pero no por aire) sin tener que obtener permisos adicionales ni someterse a controles en las fronteras.
Sin embargo, a los menores de edad se les exige pasaporte para evitar el tráfico ilegal de niños.
Este convenio es conocido popularmente como CA-4 o Centroamérica-4 y se ha utilizado muchas veces de manera geopolíticamente en el istmo.
- Datos: Q5060310